# Schlachtross

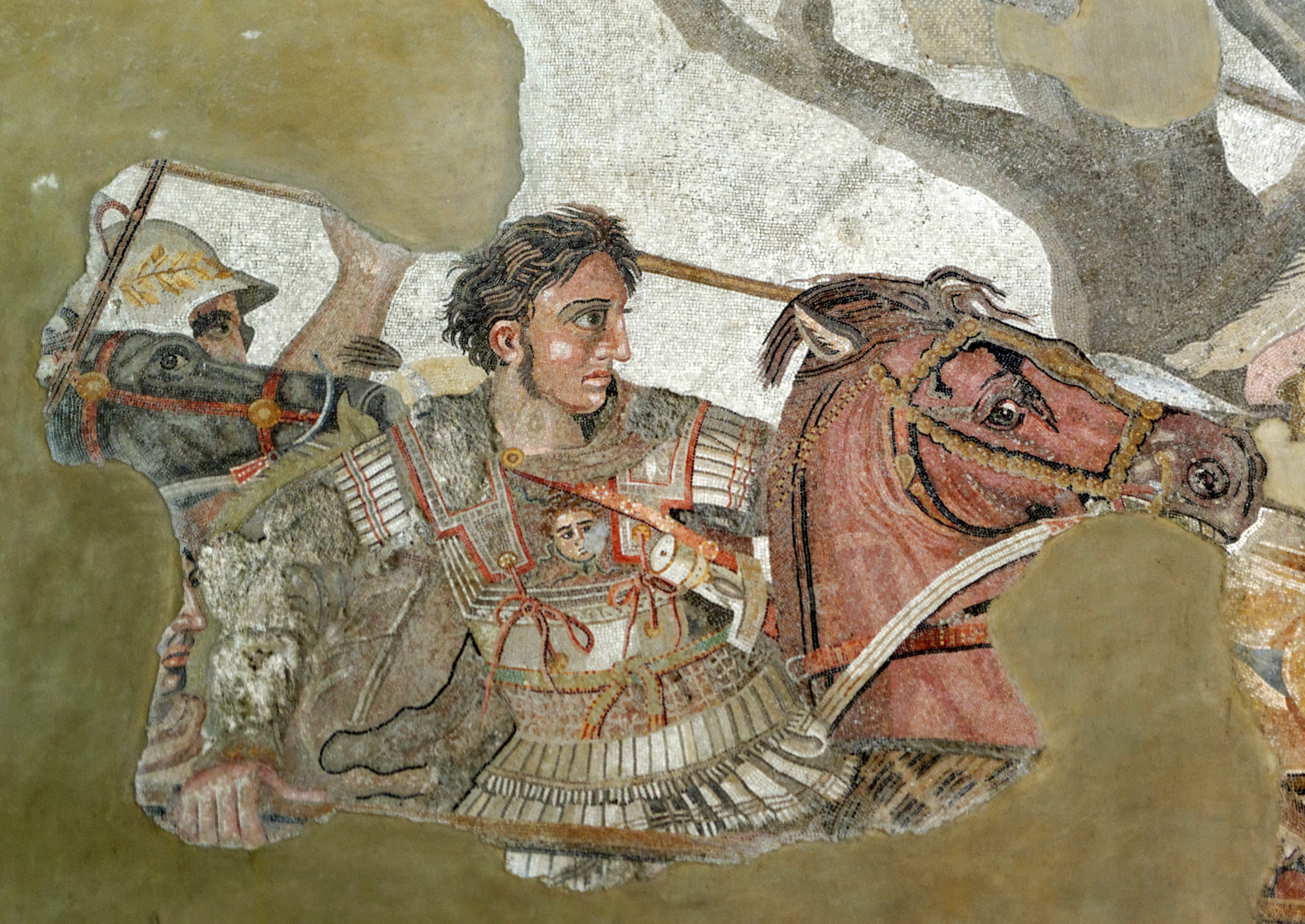
Alexander der Große mit seinem Schlachtross Bukephalos

Als Schlachtross, auch Streit- oder Kampfross (mhd. kampfros, mar(c(h)), lat. dextrarius) genannt, wurden die Pferde bezeichnet, die bis in die Renaissance im Kampf geritten wurden.

## Eigenschaften
Diese Pferde stammten aus den edelsten Zuchten, waren bestens ausgebildet und in Anschaffung und Unterhalt teuer. Sie mussten das Gewicht eines schwer gepanzerten Reiters, oft auch das einer eigenen Panzerung tragen und gleichzeitig in der Lage sein, in der Angriffsformation die notwendige Geschwindigkeit zu erreichen, um die gegnerische Infanterie niederzureiten (schwere Reiterei). Die erfolgreichsten unter ihnen wurden, ähnlich wie die Helden oder deren Schwerter, glorifiziert und in Liedern wie z. B. in der Edda besungen. Die Pferde mussten ständig trainiert und ausgebildet werden (vgl. Reitkunst). Standen Kriege oder Turniere bevor, wurden sie geschont und nebenhergeführt – zum Reisen bevorzugte man damals bequemere Gangpferde, so genannte Zelter oder Tölter – und nur für den eigentlichen Einsatz geritten.

## Erscheinung von Schlachtrössern
Die Kriegspferde der Antike waren durchweg relativ kleine Pferdetypen, vergleichbar den heutigen Camargue-Pferden.
In Mitteleuropa begann sich die Pferdezucht verschiedener Rassen erst im späten Mittelalter stärker zu entwickeln. So wurden für die durch ihre Panzerung immer schwerer werdenden Ritter größere, kräftigere und damit auch eher grobknochige Pferde benötigt. Das klassische Ritterpferd des 14. Jahrhunderts ist das Resultat dieser Bestrebungen. Vereinzelte Funde von für damalige Verhältnisse sehr großen Pferden mit einer Schulterhöhe von 160 cm belegen diese Versuche. Die spätmittelalterlichen Ritterpferde waren allerdings keine Kaltblutpferde. Diese großen Tiere sind eine Züchtung der Neuzeit und erst seit dem 19. Jahrhundert weiter verbreitet.

## Die Wende
Mit der Erfindung der Feuerwaffen und insbesondere durch die immer besser organisierte Infanterie wurde die schwere Reiterei verdrängt und durch angepasstere Kavallerieeinheiten ersetzt, die wesentlich leichter bzw. gar nicht mehr gepanzert waren. Als der Zeitpunkt, der hier eine Wende einleitete, wird häufig die Schlacht von Azincourt genannt, bei der es der gepanzerten schweren französischen Reiterei nicht gelang, die verschanzten englisch-walisischen Bogenschützen niederzureiten. Die verletzten und scheuenden Pferde trugen sogar zur Niederlage der Franzosen bei, weil sie durch die Reihen der angreifenden französischen Gewappneten galoppierten und dabei viele der auf französischer Seite Kämpfenden verletzten. Das Schlachtross als individueller, gut ausgebildeter Begleiter der Ritter verlor danach zunehmend seine Bedeutung. Die Anforderungen an die eingesetzten Pferde änderten sich. Sie mussten wendiger, schneller und temperamentvoller als die bisherigen schweren Schlachtrösser werden. Damit begann die Blütezeit der Barockpferde, und ganz besonders die des spanischen Pferdes. Zudem entstammen die meisten Elemente der hohen Schule den Militärmanövern dieser Zeit. Für diese Form der Reiterei wurden auch Hengste bevorzugt, da diese viele der Schulsprünge in ihrem natürlichen Bewegungsrepertoire haben. Die Zucht von Kriegspferden erfolgte nicht mehr ausschließlich durch Adlige, sondern wurde im großen Stil durch Landgestüte und Hengststationen organisiert, die den Bauern die entsprechenden Hengste (oft kostenlos) zum Decken ihrer Stuten zur Verfügung stellten. Die Bauern behielten die Stuten für die Arbeit und verkauften die Hengste/Wallache wiederum an das Militär.

## Übertragene Bedeutung
Auch Personen und Institutionen können im übertragenen Sinne als Schlachtross bezeichnet werden, womit insbesondere auf eine lange Erfahrung angespielt wird.